# Broderick Soncuaco Pabillo

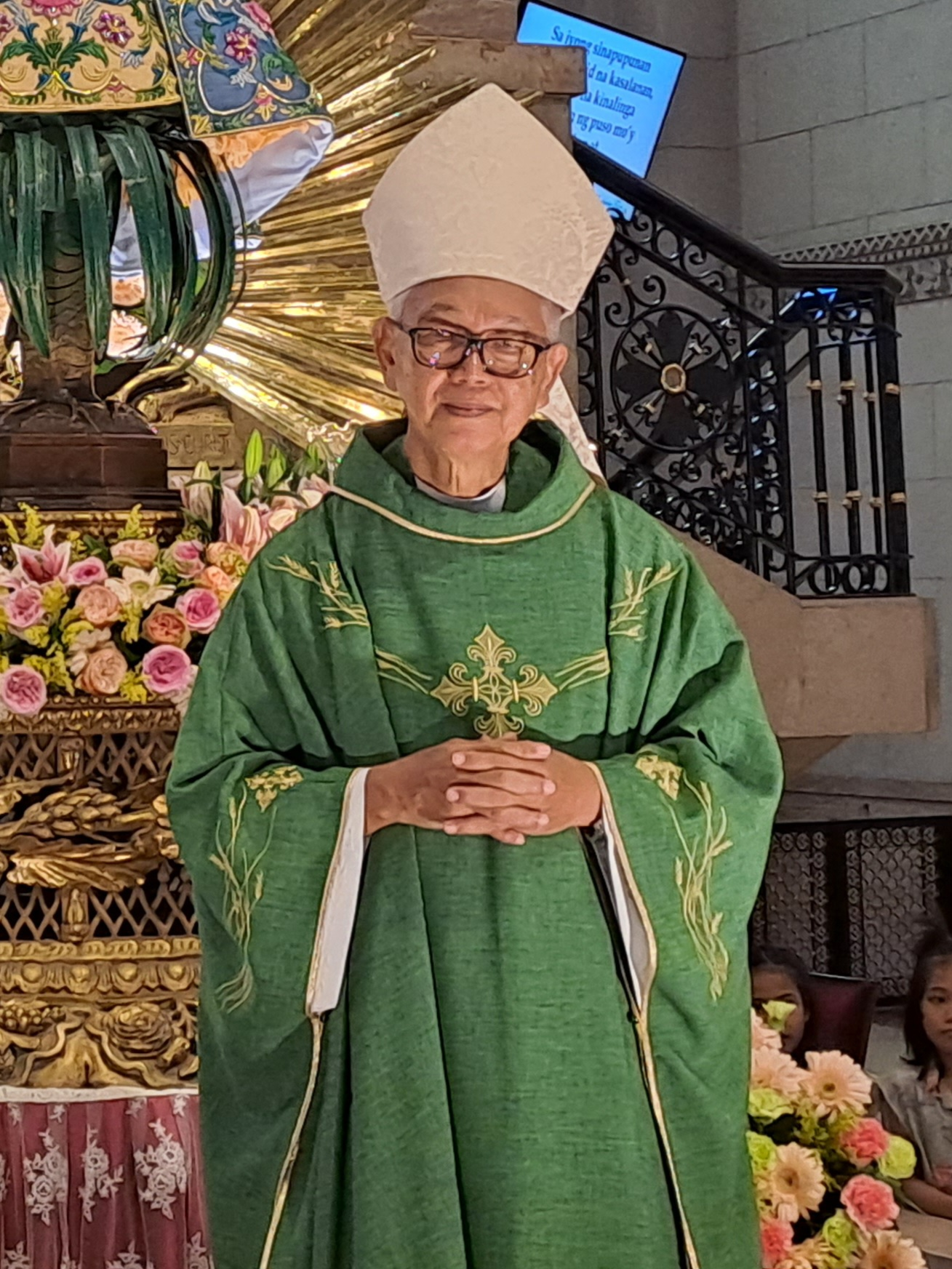
Broderick Soncuaco Pabillo, 2023

Broderick Soncuaco Pabillo (* 11. März 1955 in Victorias City, Philippinen) ist ein philippinischer römisch-katholischer Geistlicher und Apostolischer Vikar von Taytay.

## Leben
Broderick Soncuaco Pabillo trat in die Ordensgemeinschaft der Salesianer Don Boscos ein und empfing am 8. Dezember 1982 durch den Erzbischof von Manila, Jaime Lachica Kardinal Sin, das Sakrament der Priesterweihe. 1999 wurde er in den Klerus des Apostolischen Vikariates Puerto Princesa inkardiniert.
Am 24. Mai 2006 ernannte ihn Papst Benedikt XVI. zum Titularbischof von Sitifis und bestellte ihn zum Weihbischof in Manila. Der Erzbischof von Manila, Gaudencio Kardinal Rosales, spendete ihm am 19. August desselben Jahres die Bischofsweihe; Mitkonsekratoren waren der Apostolische Nuntius auf den Philippinen, Erzbischof Fernando Filoni, und der Apostolische Vikar von Puerto Princesa, Pedro D. Arigo.
Vom 10. Februar 2020 bis zur Amtseinführung des neuen Erzbischofs am 24. Juni 2021 war er während der Sedisvakanz Apostolischer Administrator des Erzbistums Manila.
Papst Franziskus ernannte ihn am 29. Juni 2021 zum Apostolischen Vikar von Taytay. Die Amtseinführung fand am 19. August desselben Jahres statt.